# Leonida Caraiosifoglu
Leonida Caraiosifoglu (ur. 31 października 1944 w Bukareszcie, zm. 31 października 2024) – rumuński lekkoatleta, chodziarz, medalista mistrzostw Europy z 1969, olimpijczyk.
Zajął 9. miejsce w chodzie na 20 kilometrów na igrzyskach olimpijskich w 1968 w Meksyku.
Na mistrzostwach Europy w 1969 w Atenach zdobył srebrny medal w chodzie na 20 kilometrów.
Był mistrzem Rumunii w chodzie na 20 kilometrów w 1973 oraz w chodzie na 50 kilometrów w 1970 i 1975.